# Joanna II (królowa Neapolu)
Joanna II, wł. Giovanna II di Napoli, (ur. 25 czerwca 1373, zm. 2 lutego 1435) – królowa Neapolu 1414–1435, tytularna królowa Jerozolimy.

## Pochodzenie
Joanna pochodziła z dynastii andegaweńskiej (Anjou), będącej boczną linią francuskich Kapetyngów. Była córką króla Neapolu i króla Węgier Karola III (zwanego także Karolem z Durazzo) i Małgorzaty, również pochodzącej z dynastii andegaweńskiej. Jej bratem był Władysław, poprzednik na neapolitańskim tronie.
Joanna swoim zachowaniem i stylem życia nawiązywała do swej imienniczki – królowej Neapolu Joanny I (zm. 1382). Prowadziła podobnie swobodny tryb życia, miała dwóch mężów, wielu admiratorów i kochanków, co prowadziło do oskarżeń o lekkość obyczajów i rozwiązłość. Za czasów królowej władza w królestwie należała do baronów, a na dworze najwięcej do powiedzenia mieli królewscy faworyci i kondotierzy.

## Pierwsze małżeństwo i objęcie tronu
W 1401 Joanna została wydana za mąż za Wilhelma Habsburga, księcia Styrii i Górnej Austrii (wcześniej zaręczonego z kuzynką Joanny – Jadwigą, późniejszą królową Polski), małżeństwo nie trwało jednak długo, ponieważ Wilhelm zmarł w 1406 roku.
Po niespodziewanej śmierci swego brata Władysława (1414), który nie zostawił żadnych legalnych potomków, Joanna została władczynią królestwa Neapolu. Joanna objęła obowiązki monarchy, lecz faktyczną władzę sprawowali jej faworyt Pandolfo Alopo i kondotier Muzio Sforza.

## Drugie małżeństwo. Rządy Jakuba de Bourbon
Taki obrót spraw nie spodobał się neapolitańskim baronom, którzy wezwali Jakuba de Bourbon, hrabiego La Marche, by zaaranżować jego małżeństwo z królową i odsunąć od władzy jej faworytów. Do ślubu doszło 10 sierpnia 1415, królewski małżonek otrzymał tytuł księcia Tarentu. Jakub szybko pozbył się faworytów królowej, kazał powiesić Pandolfo Alopo, a Sforzę uwięzić. Następnie Jakub osadził w domowym areszcie swoją małżonkę, by samemu przejąć pełnię władzy, z pomocą przybyłych razem z nim oddziałów francuskich. By podkreślić swe rządy przybrał tytuł króla i inne tytuły jakimi posługiwali się władcy Neapolu: króla Węgier, Jerozolimy, Sycylii, Dalmacji, Chorwacji, hrabiego Prowansji i Piemontu. Jednak bezwzględne rządy Jakuba nie spodobały się nawet popierającym go do tej pory możnym, którzy uwolnili królową, zaś Jakuba uwięzili. Hrabia La Marche przegrał tę próbę sił i w 1419 został zmuszony zrezygnować z królewskich prerogatyw, opuścił stolicę, zadowalając się ostatecznie jedynie tytułem księcia Tarentu. Małżeństwo Joanny i Jakuba nigdy nie zostało anulowane.

## Faworyt Giovanni Caracciolo. Walki z Ludwikiem III i Alfonsem V
Kolejnym faworytem królowej został tymczasem hrabia Avellino, Giovanni Caracciolo (zwany Sergianni), przywódca buntu przeciw Jakubowi Burbonowi. Po wygnaniu Jakuba, w październiku 1419, za zgodą papiestwa, odbyła się oficjalna koronacja Joanny.
W tym czasie Sergianni całkowicie przejął kontrolę nad rządami królestwa. Za jego sprawą pogorszyły się relacje Joanny z papieżem Marcinem V, któremu za radą Siergianniego, królowa odmówiła pomocy materialnej i wojskowej. Wówczas papież wezwał z Francji Ludwika III Anjou oferując mu koronę Neapolu (królestwo było formalnie papieskim lennem). Ludwik III, którego ojciec przez wiele lat walczył o Neapol z bratem Joanny, z pomocą króla Francji i za papieskie pieniądze, zebrał wojsko i w 1420 najechał na neapolitańskie ziemie oblegając stolicę królestwa. Wówczas królowa wezwała na pomoc Alfonsa V Wspaniałomyślnego, króla Aragoniii i Sycylii, który pragnął wziąć w posiadanie cały zachodni basen Morza Śródziemnego. Joanna II adoptowała Alfonsa, nadała mu tytuł księcia Kalabrii, czyniąc go jednocześnie swoim spadkobiercą. W zamian Alfons wsparł królową swoją flotą i armią, która w 1421 zmusiła Ludwika III do odwrotu.
Alfons V poczuł się władcą Neapolu jeszcze za życia Joanny. Aragończyk rozkazał uwięzić Sergianniego (1423), następnie otoczył wojskiem siedzibę Joanny – Castel Capuano. Po czasie doszło do porozumienia między Joanną a Alfonsem, do czego wydatnie przyczyniło się powstanie mieszkańców Neapolu, oburzonych zachowaniem aragońskich żołdaków. Joanna i Sergianni zyskali wolność, następnie królowa nieoczekiwanie opuściła Neapol i spotkała się z Ludwikiem III Anjou w miejscowości Aversa. Tutaj, za pozwoleniem papieża, Joanna ogłosiła, że adopcja Alfonsa nie ma mocy prawnej, za to adoptowała Ludwika III, który został jej następcą. Alfons musiał powrócić do Aragonii, a królowa w kwietniu 1424 triumfalnie wjechała do Neapolu.
Jednak Aragończyk nie zamierzał rezygnować i Joanna w kolejnych latach podjęła z Alfonsem pertraktacje, proponując mu dziedziczenie tronu, w zamian zaś chciała zyskać zobowiązania króla, że do czasu jej śmierci nie będzie zbrojnie interweniował w Neapolu.
Następne lata to wzrost potęgi Sergianniego, co wywołało niepokój samej królowej. Zawiązano mający poparcie Joanny spisek, w wyniku którego wszechmocnego dotychczas faworyta zamordowano w sierpniu 1432 w jego własnej posiadłości.

## Śmierć Joanny
Zdawało się, że w tej sytuacji Alfons Aragoński bez trudu osiągnie swój cel, tym bardziej, że 12 listopada 1434 zmarł Ludwik III Anjou. Jednakże król Alfons srodze się zawiódł na Joannie, gdyż królowa po śmierci Ludwika swym następcą uczyniła jego brata, Rene, księcia Lotaryngii, przebywającego w burgundzkiej niewoli w Dijon. Niebawem, 2 lutego 1435 bezdzietnie zmarła Joanna II. Została pochowana w Neapolu, w kościele Santa Annunziata.
Królowa Joanna II była ostatnią przedstawicielką swego rodu, który panował w Andegawenii, Neapolu, na Sycylii, na Węgrzech i w Polsce.
Po śmierci Joanny II rozpoczęły się na południu Włoch kilkuletnie walki między Rene a Alfonsem, z których zwycięsko wyszedł król Aragonii, trwale objąwszy w 1442 królestwo Neapolu, które kilkadziesiąt lat później na stałe zostało włączone do królestwa Hiszpanii.